# Rhinerrhiza divitiflora
Rhinerrhiza divitiflora – gatunek roślin z monotypowego rodzaju Rhinerrhiza z rodziny storczykowatych (Orchidaceae). Jest to endemit wschodniej Australii, gdzie rośnie w stanach Nowa Południowa Walia i Queensland. Rośliny epifityczne, rzadko litofityczne, powszechnie rosnące w lasach deszczowych na wysokościach do 1200 m n.p.m.

## Morfologia
KwiatyKwiaty jasnopomarańczowe z czerwonymi plamkami, z warżką białą do ochrowo-żółtej.

## Systematyka
Gatunek sklasyfikowany do podplemienia Aeridinae w plemieniu Vandeae, podrodzina epidendronowe (Epidendroideae), rodzina storczykowate (Orchidaceae), rząd szparagowce (Asparagales) w obrębie roślin jednoliściennych.